# Richwood (Louisiana)
Richwood és una població dels Estats Units a l'estat de Louisiana. Segons el cens del 2000 tenia 2.115 habitants.

## Demografia
Segons el cens del 2000, Richwood tenia 2.115 habitants, 558 habitatges, i 410 famílies. La densitat de població era de 355 habitants/km².
Dels 558 habitatges en un 39,6% hi vivien nens de menys de 18 anys, en un 31,7% hi vivien parelles casades, en un 36,2% dones solteres, i en un 26,5% no eren unitats familiars. En el 22,8% dels habitatges hi vivien persones soles el 7,5% de les quals corresponia a persones de 65 anys o més que vivien soles. El nombre mitjà de persones vivint en cada habitatge era de 2,87 i el nombre mitjà de persones que vivien en cada família era de 3,4.
Per edats la població es repartia de la següent manera: un 28,7% tenia menys de 18 anys, un 14,7% entre 18 i 24, un 33,8% entre 25 i 44, un 16,3% de 45 a 60 i un 6,5% 65 anys o més.
L'edat mediana era de 28 anys. Per cada 100 dones de 18 o més anys hi havia 137,5 homes.
La renda mediana per habitatge era de 16.790 $ i la renda mediana per família de 17.661 $. Els homes tenien una renda mediana de 17.284 $ mentre que les dones 16.875 $. La renda per capita de la població era de 10.190 $. Entorn del 41,7% de les famílies i el 42,7% de la població estaven per davall del llindar de pobresa.

## Poblacions més properes
El següent diagrama mostra les poblacions més properes.